# Чирвоная Поляна
Чирвоная Поляна (бел. Чырвоная Паляна) — посёлок в Маложинском сельсовете Брагинского района Гомельской области Белоруссии.

## География

### Расположение
В 25 км на восток от Брагина, 51 км от железнодорожной станции Хойники (на ветке Василевичи — Хойники от линии Калинковичи — Гомель), 142 км от Гомеля.

## Транспортная сеть
Транспортные связи по просёлочной, затем автомобильной дороге Комарин — Брагин. Планировка состоит из короткой прямолинейной меридиональной улицы, застроенной деревянными домами усадебного типа.

## История
Известен с начала XX века как хутор, с 1914 года работала ветряная мельница. В начале 1920-х годов сюда переселились несколько семей из соседних деревень. В 1931 году организован колхоз «Строитель социализма». Во время Великой Отечественной войны в сентябре 1943 года фашисты полностью сожгли посёлок. В 1959 году в составе колхоза «Первомайск» (центр — деревня Маложин).

## Население

### Численность
- 2004 год — 9 хозяйств, 13 жителей.

### Динамика
- 1930 год — 29 дворов, 149 жителей.
- 1940 год — 105 жителей.
- 1959 год — 132 жителя (согласно переписи).
- 2004 год — 9 хозяйств, 13 жителей.